# 1966年のテレビ (日本)
1966年のテレビ（1966ねんのテレビ）では、1966年（昭和41年）の日本におけるテレビジョン放送全般の動向についてまとめる。

## 主なできごと
カラー放送の動き
この年から、全面カラー化に向けて放送業界の動きが活発になっていき、カラーテレビの普及に弾みがかかるようになる。
- カラー放送の全国整備が完成（奄美群島を除く）。

電電公社のテレビネット回線のカラー対応の高規格化整備が奄美地域を除く全国に於いて3月20日に完了し、これにより、全国のカラーテレビジョン放送のネット中継網が完成。これを受け、国内の数多くの地方局で、カラー放送が相次いで開始された。NHKでは同日に、一部の離島を除き、総合及び教育テレビのカラー放送が全国で視聴できるようになり、地方の民放局でもカラー放送未実施の局が、相次いでそれを開始した（「#既成局のカラー放送開始」の項を参照）。
- NHK総合・日本テレビがニュースのカラー放送開始。

10月、NHK総合テレビと日本テレビにおいてニュースのカラー放送が始まる。NHKでは国内だけでなく海外でもカラーフィルムを使った報道取材を開始した。但し、モノクロフィルムによる取材はそのままモノクロ映像で放送するのが原則だが、NHKではその一部を独自にカラー加工して放送（モノカラー方式）したりした。
- TBSがカラー放送に本腰を入れ始める。

いままでカラー放送に積極的でなかったTBSがこの年からそれを増加し始める。4月に同社の技術局が本格的なカラー放送時代に備え「テレビスタジオ増設委員会」を、同年11月には「カラー放送特別委員会」を設置する。番組では7月から『土曜ロードショー』、『兼高かおる世界の旅』、『ウルトラマン』のカラーフィルムによる番組を増加したのを始め、9月16日には、大きさ・重量共に今までのスタジオカラーカメラの約3分の1で、カラー撮影の色彩性能も非常に優れた、フィリップス社製の最新型プランビコン式カラーカメラ(型番:PC-60)を自社のGスタジオに日本初導入、10月放送のカラー特別番組『トッポ・ジージョ・イン・ジャパン』を皮切りに、スタジオカラーカメラによる番組制作を本格的に開始する（後述）。
- 民放で、カラーのスポットCMが開始。

3月6日、日本テレビにて、世界初のカラースポットCM（日立）が放映される（番組内のカラーCMは、生CMも含め、日本では1959年4月10日から開始）。
- この年はNHKで、「選抜高等学校野球大会」（通称「春のセンバツ」）、『NHK競馬中継』がカラー化されている。

- 民放では本格的なカラーテレビ時代に備え、前述のTBSを始め、NET、朝日放送で関連の委員会が設置されている。

日本テレビ系列のNNN、フジテレビ系列のFNNの発足
民放のネットワークが、TBSをキー局とするJNNに続き、この年の4月に日本テレビ系・NNN、10月にフジテレビ系・FNNがそれぞれ発足した。
テレビ番組
- NHK総合、連続テレビ小説第6作『おはなはん』が放送。平均視聴率45.8%、最高視聴率56.4%（ビデオリサーチ調べ、関東地区・世帯）[4]を記録する大ヒット作となる。
- 日本テレビ
  - カラー放送の演芸番組『笑点』放送開始。同局の看板的長寿番組となる（2025年8月時点でも継続中）。
  - 日本武道館で行われた『ザ・ビートルズ日本公演』をカラー放送。視聴率56.5%（関東地区、ビデオリサーチ調べ）を記録。
  - この年の初場所をもって、「大相撲中継」の放送を中止。以後同中継はNHK総合のみとなる。
- TBSが後に同局の看板の1つとなる特撮ドラマ「ウルトラシリーズ」が放送開始。
  - この年は、第1弾の『ウルトラQ』（唯一のモノクロ作品）、第2弾の『ウルトラマン』（カラー）が放送。
- NET、朝日新聞1000万円懸賞小説当選作、三浦綾子原作の『氷点』を初ドラマ化放送。最終回は47.2%の視聴率(ビデオリサーチ・関東地区)を記録。
- その他、以下のレギュラー番組が放送を開始。
  - NHK総合:『こんにちは奥さん』、『ふるさとの歌まつり』
  - 日本テレビ:『日立ドキュメンタリー すばらしい世界旅行』
  - TBS：『家族そろって歌合戦』
  - フジテレビ:『銭形平次』、『ママとあそぼう!ピンポンパン』

NHK、ラジオ中国、TBSが、従来よりも高画質のハイバンド仕様の放送用2インチVTRを日本で初導入
翌年には、東京の他のキー局・大阪の準キー局を始め、地方のテレビ局でも導入が開始。これは後に、同VTRを使った番組制作・編集等に於いて、後の全面カラー化を促進する為の大きな土台の1つとなり、後に1インチVTRやデジタルVTR（D2-VTR、D3-VTR等）に代わるまで、テレビ局の収録・編集・送出用VTRの要となった。
視聴率
TBSがこの年の年間視聴率で、ゴールデンタイム（19〜22時）において首位となる（1963年から4年連続）。また、NHKはこの年の年間視聴率で、全日帯（6〜24時）において首位となる（こちらも1963年から4年連続）。

## 番組関係のできごと
1月
- 2日
  - TBS系「タケダアワー」枠（日曜19時）で、円谷特技プロダクション制作の特撮ドラマ『ウルトラQ』放送開始（全28話、- 7月3日[注 2]）[5][6]。これがウルトラシリーズの原点となる。[7][注 3]
  - NHK総合で、大河ドラマ第4作『源義経』放送開始（ - 12月25日）。[5]
- 3日 - 日本テレビが、月 - 土曜18時台の編成をこの月から大幅に変更。それまで18時15分 - 18時45分に放送されていた箱番組枠を18時00分 - 18時30分に繰り上げ、18時00分 - 18時10分の帯番組を18時35分 - 18時45分に繰り下げ、そして18時10分 - 18時15分のミニ番組枠は18時30分 - 18時35分に移動し、ヤンマー一社提供の『ヤン坊マー坊天気予報』を、関東地区で初めて開始する。
- 9日 - NHK総合、『海外取材番組』で、「この子らのために- 世界の特殊教育」が放送開始（ - 3月13日、全10回）。[5]
- 15日 - NHK総合、成人の日特集として、『ふるさとの歌まつり』が放送。福岡・旭川から2元中継。司会は宮田輝（NHKアナウンサー、当時）。同年4月7日からレギュラー番組となる。[5]
- 23日
  - NHK総合、米NBCのカラー放送の音楽番組『アンディ・ウィリアムズ・ショー』放送開始（ - 1968年4月21日）。[5]
  - NET（後のテレビ朝日）系で、ドラマ『氷点』放送開始。朝日新聞1000万円懸賞小説当選作。原作は三浦綾子。新珠三千代、芦田伸介、内藤洋子らが出演[5]。殺人事件の犯罪者の娘を、娘を殺された被害者夫婦が養女として育てる「汝の敵を愛せ」は実践できるか、という衝撃的な内容にもかかわらず、娘の秘密が明らかになる最終回（4月17日放送）の視聴率は42.7%(ビデオリサーチ関東地区)を記録するほど人気に。
- 25日 - 日本テレビ系、大相撲中継をこの日の初場所千秋楽をもって中止。これにより、民放での大相撲本場所中継がなくなり、同中継はNHK総合のみとなる。[5]
- 31日
  - TBS系、朝のニュースショー『おはよう・にっぽん』放送開始（ - 1968年9月13日。司会:小林桂樹・小野清子・友竹正則・福田善之）。[5]
  - NET系、『ただいま正午 アフタヌーンショー』の司会に桂小金治を起用、『桂小金治ただいま正午アフタヌーンショー』としてリニューアル[5]。小金治は持ち前のショーマンシップを発揮し「怒りの小金治」という異名をとる。また田村魚菜や浪越徳治郎らによるヒット企画も連発。劣勢だった番組を人気番組とした。

2月
- 1日 - TBS系、米ABCのテレビ映画『奥さまは魔女』放送開始（ - 1968年9月3日）。[5]
- 3日 - TBS系、ドキュメンタリー番組『現代の主役』放送開始。この日の第1回は、「素晴らしいスキー野郎」というタイトルで、スキーヤーの三浦雄一郎を取り上げた[5]。
- 4日 - この日の夕刻、全日空羽田沖墜落事故が発生。NHK総合・民放共にニュース速報・特別番組を編成。[5]
  - NHK総合では、この関係のニュースで終夜放送を実施。特別番組としては、4日に『消息を絶った全日空機』[8]、5日に『墜落した新鋭ジェット機』[9]、『捜索24時間』[10]等を放送。[5]
  - TBSでは、遭難機の深夜引き揚げ作業をフェリーボート上のテレビ中継車により取材、特別番組で報道した。[5]
- 5日 - 毎日放送・NET系で、赤塚不二夫原作によるギャグアニメ『おそ松くん』（チルドレンズ・コーナー制作、丸美屋食品工業一社提供）が放送開始[5]。在阪準キー局が初めて制作に関わったテレビアニメでもあった（ - 1967年3月25日）。
- 6日 - NHK総合、『海外取材番組』で、「中国文明の伝統」が放送開始（ - 3月20日、全7回）。[5]
- 7日 - フジテレビ系、ドラマ『若者たち』放送開始（ - 9月30日、全34回。脚本:山内久・早坂暁 ほか、演出:森川時久、出演:田中邦衛・橋本功・山本圭・佐藤オリエ・松山省二 ほか）[5]。毎日新聞1965年11月29日付朝刊「ある家庭」の、大阪府内の5人兄弟（4男1女）が両親（小学校の教師）を相次いで亡くしてからの暮らしぶりを報じた記事を基に制作。同年の第3回ギャラクシー賞 テレビ・フィクション部門を受賞した[11]（番組の項目も参照）。
- 10日
  - NHK総合、『海外取材番組』で、「社会と警察」が放送開始（ - 4月14日、全9回）。[5]
  - TBS系、ドキュメンタリー番組『現代の主役』で、指揮者 小澤征爾を取り上げた第2回「小澤征爾「第九」を揮る」が放送。前年12月25日に日本武道館で行われた、ベートーヴェン作曲の「交響曲第9番」（管弦楽:日本フィルハーモニー交響楽団）のダイジェストと共に、小澤の一年半ぶりの帰国から公演当日まで、彼の表情と演奏にかける情熱を、望遠レンズ、ワイヤレスマイクにより徹底的に追跡。全体を29カットでまとめ、クローズアップを多用する等の技法を駆使。この回は後に、日本民間放送連盟賞（第14回社会番組銅賞）を受賞した。[12]

3月
- 4日 - カナダ航空機墜落事故が発生（東京国際空港（通称羽田空港）への着陸直前に墜落した航空事故）。NHK総合・民放共に翌5日までニュース速報や特別番組を編成。[5]
- 6日 - TBS系、『これが世界だ』で、「パテト・ラオ地区をたずねて」を放送。日本電波ニュース取材班がこの地域の初入国に成功して取材が行われた。[5]
- 21日 - NHK総合、日本各地の春の模様を送る番組『日本列島の春』を放送[13]。ここで、新開発のテレビカメラ用光学的ロケット追跡装置「ミラートラッカー」を初めて使用する。[5]
- 26日 - NHK、前年の「全国高等学校野球選手権大会」（通称「夏の甲子園」）に続き、「選抜高等学校野球大会」（於:甲子園球場。通称「春のセンバツ」）の中継も、この日の開会式からカラー化される。[14]

4月
- 1日 - 1964年より東京12チャンネル（後のテレビ東京）で放送されていた出光興産一社提供のクラシック音楽番組『題名のない音楽会』がNET系へ移行、放送開始[5]（1968年より一時中断、1969年より再開、2024年現在も継続）。
- 4日
  - NHK、新年度の番組編成を開始。総合テレビ・教育テレビが共に同時刻の午前6時に放送開始となる。[5]
    - NHK総合
      - ローカル放送の平日朝の15分番組の開始時間を、午前6時45分から視聴好適時間の午前7時20分へ移動する。[5]
      - 連続テレビ小説第6作『おはなはん』放送開始（ - 1967年4月1日）[5][15]。平均視聴率45.8%、最高視聴率56.4%を記録する大ヒット作となる（ビデオリサーチ調べ、関東地区・世帯）[16]。
      - 主婦向けの生活情報番組『こんにちは奥さん』放送開始（ - 1974年3月29日）。[5][17]
      - 月曜20時台の『私の秘密』と、火曜20時台で放送されていた『ジェスチャー』の両クイズ番組（共にカラー放送）を月曜20時台の1時間に集約、クイズコンプレックス枠『クイズアワー』（カラー放送）を開始する（ - 1967年3月27日）。[18]

  - 日本テレビ系で、「明治百年」関連風刺バラエティ番組『気まぐれ百年』の放送を開始するが、わずか4回で打ち切られる（ - 5月3日）。
  - フジテレビ系、自社の報道部室から放送する報道番組『こちら報道部』放送開始（ - 1968年3月30日）。[5]
- 7日 - NHK総合、『ふるさとの歌まつり』がこの日からレギュラー放送を開始（ - 1974年3月28日）。[5][19]
- 8日 - 日本テレビ・よみうりテレビ系『11PM』の金曜日の新司会者に、放送作家でジャズ評論家の大橋巨泉がこの日から就任した。「野球は巨人、司会は巨泉」のフレーズで巨泉が司会者として活動するきっかけとなり、1985年9月に降板するまで番組の顔として親しまれた。
- 10日 - NHK総合で、 イギリスITC制作のカラー空想冒険人形劇『サンダーバード』を日本初放送（ - 1967年4月2日）。[注 4][5][20]
- 17日 - NHK総合で放送されている『NHK競馬中継』が、この日に放送された「皐月賞」(中山競馬場)の中継から、カラー放送となる。[14][21]
- 21日、28日 - NHK総合、『海外取材番組』にて、カラー取材による「隣邦韓国」（2回シリーズ）が放送（21日「古き美しき風土」、28日「繁栄をめざして」）。[注 5][5][22]
- 24日
  - NHK総合、視聴者の要望の強い番組を日曜日に再放送する『アンコール・アワー』を新設する。[5]
  - TBS系、視聴者参加のトーナメント方式による公開番組『家族そろって歌合戦』放送開始[5]。毎回全国各地で公開放送を行い、ネット局各局持ち回りで番組制作・配信を担当。司会は獅子てんや・瀬戸わんやらが、審査員には高木東六、市川昭介、神津善行、笠置シヅ子らが担当。1980年12月28日まで続く日曜お昼の長寿番組となった。
- 26日 - NHK教育、『教養特集』で「日本と東洋文化」が放送開始（ - 1967年3月29日、全12回）。[5]

5月
- 4日 - フジテレビ系で大川橋蔵主演の時代劇『銭形平次』放送開始[5]。1984年4月4日まで18年、全888回にわたって続く長寿番組となった[23]。
- 5日 - NHK総合、『海外取材番組』で「民族と国家」が放送開始（ - 7月21日、全12回）。[5]
- 8日 - NHK総合、『報道特集』で「ベトナム報告」を放送。[5][24]
- 15日 - 日本テレビ系、日曜夕方枠でカラー放送の演芸番組『笑点』放送開始[5]。初代司会は立川談志が務め[注 6]、演芸コーナー、談志とゲストによる対談、大喜利の3部構成からなる（2025年現在は演芸と大喜利の2部構成）。なお、当時の大喜利メンバーには、同番組開始から放送開始50周年を迎えた2016年5月22日まで50年の長きにわたってレギュラー出演を続けてきた桂歌丸（5代目司会者→終身名誉司会→永世名誉司会[注 7]）をはじめ、5代目三遊亭圓楽（4代目司会者）、歌丸との罵倒合戦で人気を博した三遊亭金遊（→小圓遊）らがいた[25]。番組は2021年5月で放送55周年を迎え[26][27]、2900回を超え2025年8月現在も継続中。
- 17日
  - NHK総合、生活情報番組『こんにちは奥さん』で、当時の厚生大臣・鈴木善幸と重症心身障害児をもつ母親を招き、「鈴木厚生大臣に訴える 重症心身障害児をもつ母親たち」を放送[28]。放送は反響を呼んだ。[5]
  - TBS系、ドキュメンタリー番組『カメラ・ルポルタージュ』で「エンタープライズ号の北爆同乗記」を放送。[5]
- 23日 - フジテレビ系で帯演芸番組『お茶の間寄席』放送開始（ - 1969年9月30日）。

6月
- 2日 - TBS系、ドキュメンタリー番組『現代の主役』で、円谷英二の真髄に迫った「ウルトラQのおやじ」が放送。映画『サンダ対ガイラ』の撮影風景や、円谷英二の長男・一との親子対談、怪獣による円谷へのインタビューなどを放送。番組内では、脚本家・金城哲夫も冒頭に出演し、同番組の構成も少し手伝ったという。[29]
- 6日 - フジテレビ系で米の子供向けカラー映画ドラマ『わんぱくフリッパー』放送開始。全国PTA協議会の推薦作品となる。[30]
- 10日 - NHK総合、『幼児の世界』で「反抗」を放送。[5][31]
- 17日 - NHK総合、時代劇『大岡政談』で「若様紛失」を放送[32]。この放送の編集にて、マルチ・オーディオVTRの使用を開始（放送2日前）。録画面と音楽・効果音のタイミング合わせが正確となり、番組の質と作業能率が向上した。[5]

7月
- 1日
  - 日本テレビ系で、6月30日より3日間にわたり日本武道館で行われたザ・ビートルズ日本公演のこの日の昼の部の模様を中継録画した特別番組を21時から1時間にわたりカラー放送。視聴率56.5%（関東地区、ビデオリサーチ調べ）を記録。[5]
  - NHK長野放送局、総合テレビのローカル番組『アルプスを行く皆さん』で初の山の天気予報を開始。[5]
- 2日 - TBS系、カラー劇映画『土曜ロードショー』放送開始[6]。この頃から、TBS系列に於いてカラー番組が少しずつ増加していく。
- 3日 - NHK総合、連続テレビ小説『おはなはん』が大ヒットし、視聴者からのアンコール放送の要望に応え、今までのドラマを1時間に再編集した上で、『特集おはなはん』を放送[33]。この放送の際には、今までのドラマから必要部分のみ国産録画用フィルム（キネレコ）にダビング・再編集して放送した。[5]
- 4日 - フジテレビ系月曜19時30分枠で、日本初のカラー特撮ドラマ『マグマ大使』（手塚治虫原作、ピー・プロダクション制作）放送開始（全52回、 - 1967年6月26日）。
- 10日 - TBS系『兼高かおる世界の旅』、この日から翌月28日まで「夏休みカラープレゼント」と題して、カラーでの制作・放送を行う（#0311「南へのいざない」〜#0318「秋への序曲」）。これ以降、同番組が全面カラー化となる翌年4月2日放送分までは、一部の回にてカラー制作・放送を実施。
- 17日 - TBS系「タケダアワー」枠で、円谷プロ制作のカラー特撮ドラマ『ウルトラマン』放送開始（全39話、- 1967年4月9日）[注 3][6]。
- 28日 - NHK総合、『海外取材番組』で「宇宙時代」が放送開始（ - 9月15日、全8回）[5]。番組最後のモノクロ制作となる（次回の「カナダ」（9月22日放送開始）から全面カラー化）。

8月
- 10日 - NET系、ドラマ『判決』が、この日の第200作「憲法第 25 条」をもって放送終了。[5]
- 22日 - TBS系『おはようにっぽん』に、イタリアの人形ネズミ「トッポ・ジージョ」が登場[6]。これを機に、日本にトッポ・ジージョ・ブームが起こる。[5][34]

9月
- 4日 - NHK総合、『報道特集』で「文化大革命」を放送。[5][35]
- 8～9日 - NHK教育、『教養特集』で「公害を考える」を2日間に渡って放送。8日は「産業と公害」、9日は「公害と市民」を放送。[5]
- 10日 - 読売テレビ、放送を予定していた、身体障害者を扱った芸術祭参加ドラマ『土砂降り』（作:高橋玄洋）の放送中止をこの日決定。これに対し同月22日に、日本放送作家組合と作者の高橋が読売テレビに抗議した。[5]
- 21日 - フジテレビ系、2日後の23日に放送予定だったドラマ『若者たち』の第33話「さよなら」の放送中止をこの日に決定[5]。この回は在日韓国人に対する日本人による差別を描いていた内容で、放送直前に平新艇事件が発生したために中止となった。ちなみに、同ドラマは同月30日の第34話を最終回として放送を終了した[5]。尚、同ドラマは、放送中止になった第33話を含め、全34話が放送用2インチVTRのビデオマスターテープで保存され、2008年に全話を収めたDVD-BOXが発売されている（同番組の項目も参照）。
- 22日 - NHK総合、『海外取材番組』が、この日放送開始の「カナダ」（ - 10月27日、全6回。この日の第1回は「無限の大地」）から全面カラー化。海外取材番組の全面カラー化のはしりとなる。[5][36]
- 29日 - TBS系の視聴者参加型音楽番組『10人抜きのど自慢』が、4年の幕を降ろす[注 8]。

10月
- 1日 - NET系で、淀川長治の解説でおなじみの映画番組『土曜洋画劇場』放送開始[5]（翌年4月より『日曜洋画劇場』と改題、2013年3月31日まで46年間毎週放送され[37]、2017年2月まで『日曜エンターテインメント』[注 9]枠の一企画として放送された）。
- 2日 - TBS系、カラードキュメンタリー番組『日本の女』放送開始。[38]
- 3日
  - TBS系、前月16日に自社のGスタジオへ日本初導入された、オランダ・フィリップス社製の最新型カラーカメラ（型番:PC-60 後述）を使用して制作した番組第1弾として、「ナショナル劇場 カラー・ミュージカル・バラエティー『トッポ・ジージョ・イン・ジャパン』」（カラーVTRで録画・再生）を、この日から3週連続に渡って放送。これを契機に、同局が本格的なスタジオカラー番組の制作を開始する。[39][40]
  - フジテレビ系で平日8:15 - 8:55枠に子供番組『ママとあそぼう!ピンポンパン』が放送開始。初代の「お姉さん」は渡辺直子（当時フジテレビアナウンサー）。その後「お姉さん」役などを変えながら、1982年3月31日まで続く長寿番組となる。また同日の7:00には、初の朝の情報番組『インフォメーションジョッキー 起きてますか』を設置するが、わずか半年で『（園井啓介）セブンショー』に変更となる。
- 5日 - TBS系『おはようにっぽん』で、翌月3日博多湾から中継予定だった「自衛隊観艦式」が、TBSとRKB毎日放送（中継協力）の両労働組合の反対によりこの日に中止を決定する。[5]
- 7日 - ラジオ中国（後の中国放送）[注 10]・NET系、東映との共同制作で、ドラマ『ある勇気の記録』放送開始（ - 1967年5月26日、全34回。中国新聞報道部編、出演:永井智雄・滝田裕介 ほか）[5]。原作はノンフィクション作品『ある勇気の記録 -凶器の下の取材ノート-』で、1963年から1967年まで広島市周辺で起こっていた第二次広島抗争時に、中国新聞社が「暴力追放キャンペーン」と銘打ち、1963年から1965年まで広島市と呉市を中心に取材・報道活動を行い、そのペンの力で暴力団に敢然と立ち向かった成果を出版したもので、1965年（昭和40年）の第13回菊池寛賞を受賞した。撮影は実際に広島県で行なわれ、セミドキュメンタリー作品として制作された。番組終了直後は、翌週（1967年6月2日）から続編として『挑戦者 続・ある勇気の記録』として継続放送された（ - 1967年9月30日、全18回）。尚、番組には、広島県警察が暴力団追放のキャンペーンにもなると考え当初協力した（番組の項も参照）。
- 9日 - 日本テレビ系で日立製作所一社提供[注 11]のカラー紀行ドキュメンタリー番組『日立ドキュメンタリー すばらしい世界旅行』放送開始[5][38]。当初は日曜21時で、1974年4月より日曜22時に移動、そして1975年4月より日曜19時30分に移動し、1990年9月16日まで24年続く長寿番組となった。
- 10日 - NHK総合、第1回体育の日特集としてこの日、特集番組『生活にスポーツを』等を放送。[5][41]
- 21日 - NHK総合、クラシック音楽番組『NHKコンサートホール』にて、翌月18日までの5週に渡り「フランス国立放送管弦楽団演奏会」を放送。[5]
- 24日 - TBS系、『ナショナル劇場』で、時代劇『戦国太平記 真田幸村』放送開始（ - 1967年10月16日。脚本:松山善三、出演:中村錦之介・浅丘ルリ子 ほか）。[5]
- 25～29日 - NHKが、がん問題を特集。[5]
  - NHK教育、『教養特集』で「ビールスとガン、日本のガン研究」を、25日から2日間に渡って放送。[5]
  - NHK総合、特別番組『ガンの疑問にこたえる』を、27日から3日間に渡って放送。[5]
- 25日 - NHK総合テレビのニュース番組としては初めて、夜7時のニュースがカラー化。これにともない、東京を始めとする一部地域で、カラーフィルムによる報道取材を開始。但し、カラー化していない多くの地方の報道取材フィルムは、そのままモノクロで放送したり、それを独自にカラー加工して放送（モノカラー方式）したりした。[5][42]
- 29日 - 4月のNNN発足にともない、日本テレビ月 - 土の昼の報道番組『日本テレニュース』と『婦人ニュース』が終了。代わって31日から、民放初のカラー映像による30分のニュース報道番組『NNNワイドニュース』が開始（但し、カラー取材でないニュース素材（主に地方局）は、モノクロの素材をそのまま放送）[5][43][44]。

11月
- 3日 - いずれもNHK総合
  - 文化の日特集として、『NHKリポート』にて「現代の家族生活」を1時間半に渡って放送。[5][45]
  - 『海外取材番組』で、「東欧の新しい波」が放送開始（ - 12月22日、全7回。カラー放送）。[5]
- 13日 - いずれもNHK総合
  - 19時のニュース（カラー放送）で、この日から開催された「大相撲九州場所」の好取組の模様を、NHKが開発したカラー用キネレコ装置に記録しての放送を開始。[注 12][5]
  - 「全日空松山沖墜落事故」が発生。翌14日まで、速報を含めるニュースを終夜に渡りフィルム等のフィラーを入れながら放送、特別番組を編成。[5][46][47]
- 19日 - NHK総合、2月4日の羽田沖の全日空機墜落事故の問題点を追及したドキュメンタリー番組『謎の一瞬』を放送。この番組はこの年のイタリア賞のテレビ・ドキュメンタリー部門で受賞。日本のテレビ番組で同賞の受賞は初めて。[5][48]
- 21日 - 日本テレビ系、劇団木馬座が自らスポンサーとなった、自劇団の着ぐるみ人形劇によるカラーの幼児番組『木馬座アワー』放送開始（ - 1969年9月27日。司会:森あさ子) 。「ケロヨーン」「バハハーイ」 の流行語を生んだ。[5]
- 23日
  - NHK総合、『にっぽん診断』で「歩行者対運転者」を、東京・大阪・仙台の各スタジオを結んで放送。[5][49]
  - 日本テレビ系、深夜番組『11PM』で、サイコロ・花札をつかった賭博を、元暴力団組長である安藤昇が実演、問題化する。[5]
- 28日 - 朝日放送・TBS系で牛乳石鹸一社提供の帯演芸番組『シャボン玉寄席』放送開始（ - 1971年7月2日）。
- 28～29日 - NHK・TBS・NETと米3大ネットワーク（NBC・CBS・ABC）が、「インテルサットII 号 F1」衛星を利用して交換中継。[5]
  - NHK総合では29日に、『宇宙中継 ～国連総会議場から～』を放送。中国の代表権問題に関する表決が放送された。[5][50]
- 月内 - NHK名古屋放送局（ローカル）、愛知県の交通事故死が激増し、直近3か月で連続最多記録を更新している事態を受け、総合テレビで『悲惨な日本記録を考える』『交通戦争の中の子どもたち』ほか関連番組を放送し、事故防止キャンペーンを展開する。[5]

12月
- 1日 - 日本テレビ系、『ノンフィクション劇場』で前月（11月）24日放送予定だった、三池炭鉱事故被害者を描く「職場復帰命令」を、スポンサーなしで自主放送する。[5]
- 5日 - NET系で日本初の少女アニメ『魔法使いサリー』放送開始（ - 1968年12月30日。（横山光輝原作、東映動画（後の東映アニメーション）制作）。なお開始当初はモノクロだったが、1967年4月3日放送話からはカラーとなり、NETカラー放送開始の第1号となった。
- 18日 - NHK総合、『報道特集』で「紅衛兵旋風の4か月・文化大革命のゆくえ」を放送。[5][51]
- 24日 - TBS系で『第8回日本レコード大賞』の模様を生中継。大賞は橋幸夫の「霧氷」。
- 31日
  - NHK総合
    - 『第17回NHK紅白歌合戦』放送（カラー）。視聴率74.0%（関東地区、ビデオリサーチ調べ）。
    - 『ゆく年くる年』放送。番組内では、年明け（1967年1月1日）の午前0時09分から、米からの衛星（宇宙）中継の部分のみ、衛星中継初のカラー放送が行われるという、番組異例の「パートカラー放送」となる。その未だ現地時間で大晦日という米からは、ニューヨーク・マンハッタン・ロックフェラーセンター前からの生中継がカラーで放送された。[5][52]

  - フジテレビ系で1963年1月1日より放映された国産30分テレビアニメシリーズ第1号[注 13]『鉄腕アトム』が最終回を迎え、4年にわたる放映を終了。
  - フジテレビを除く民放各局が『ゆく年くる年』（服部時計店（後のセイコーホールディングス）一社提供）を放送する一方[注 14]、フジテレビは朝のワイドショー『小川宏ショー』を史上唯一の夜の放送、それも年越し番組として放送。

## その他テレビに関する話題
- 3月6日 - 日本テレビ、世界初のカラースポットCM(日立)を開始。[5][53]
- 3月10日 - 朝日放送、カラー番組の増加及びそれに伴うカラー放送設備整備等の為、「カラーテレビ委員会」を設置。[54][55]
- 3月20日
  - 当時の電電公社(後のNTT)のテレビネット回線のカラー対応の高規格化工事が完成(鹿児島-名瀬間を除く)。これにより、当時の日本全国のテレビ局で、ネット回線経由によるカラー放送が実施可能となる基盤が整備されるようになる。[1][5]
    - 上記の出来事を受け、奄美群島等の一部離島地域を除き、NHKの総合テレビと教育テレビの全国カラー化整備が完了する[3][56]。更に今までカラー放送未実施だった地方民放局も、この日から始めた北海道の北海道放送テレビ、札幌テレビ放送[57](いずれも初めは札幌地域のみ)、広島県のラジオ中国（後の中国放送）テレビ[58]、広島テレビ放送、鳥取県の日本海テレビ放送[59]を皮切りに、相次いで開始する。(各局の開始状況については、「#既成局のカラー放送開始」の項を参照)

  - NET、「カラー放送準備委員会」を組織する。[60]
- 3月 - 赤旗（日本共産党の機関紙）が日本で初めてラテ欄を終面に掲載。以後、後追いが続き三大紙、地方紙の標準形態となる。
- 4月1日 - 日本テレビ系列のニュースネットワーク、「日本ニュースネットワーク（NNN - Nippon News Network）」発足。[5]
- 4月4日 - 東京12チャンネル、経営再建のため放送時間を5時間30分に短縮。通信制工高講座中心となる。200人の人員整理なども実施。

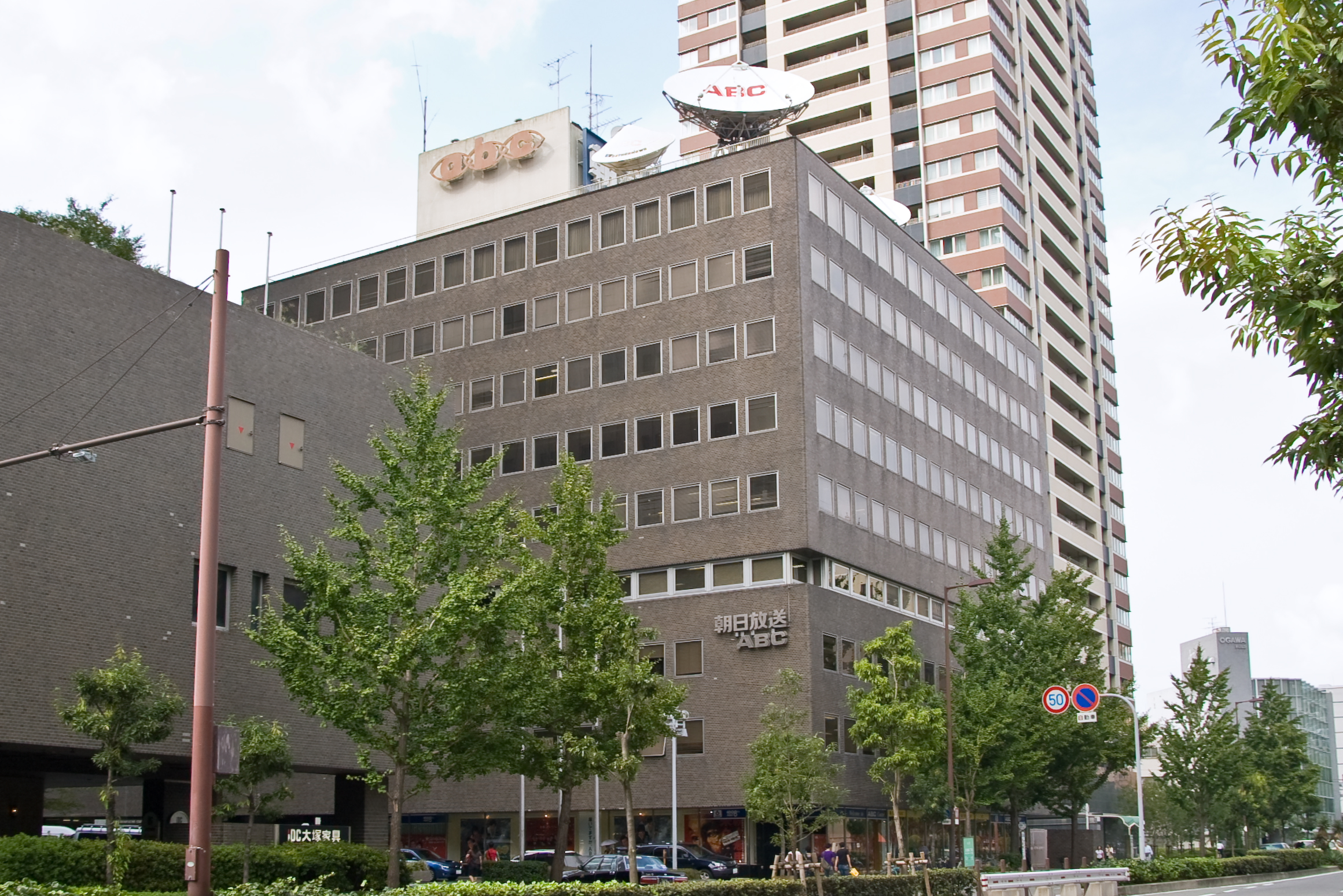
朝日放送（後の朝日放送グループホールディングス）2代目社屋（ABCセンター）稼働開始（6月1日）

- 4月 - TBS技術局が本格的なカラー放送時代に備え「テレビスタジオ増設委員会」を設置。同年11月には「カラー放送特別委員会」を設置する。[39]
- 5月16日 - NHKがアンペックス社製のハイバンド2インチVTR、VR-2000を初使用[5][61]。
- 6月1日
  - 朝日放送が、大阪市大淀区（後の北区大淀南）に完成したABCセンターに本社機能を移転（42年後の2008年に福島区の社屋に移転）。
  - 吉本興業所属の漫才コンビ、横山やすし・西川きよしが結成、デビュー。
- 9月1日 - NET、「カラー放送準備委員会」を「カラー放送実施委員会」に改称する。[62]
- 9月16日 - TBSがGスタジオに、オランダ・フィリップス社製の最新型プランビコン式カラーカメラ(型番:PC-60)4式を日本で初導入。それまでのカラーカメラに比べ、大きさ、重さ共に約3分の1となり、かつ美しい自然な画質と安定した性能を持ったのが功を奏し、これを契機に、同局がスタジオカラーカメラでの本格的な番組制作を開始する様になる。[39][40]
- 10月3日 - フジテレビ系列のニュースネットワーク、「フジニュースネットワーク（FNN - Fuji News Network）」発足。[5]
- 10月20日 ラジオ中国（RCC）が、東芝アンペックス社製のハイバンドVTR VR-2000を導入、稼働開始[58]。日本の民放での同VTRの導入・稼働は恐らくこれが初。

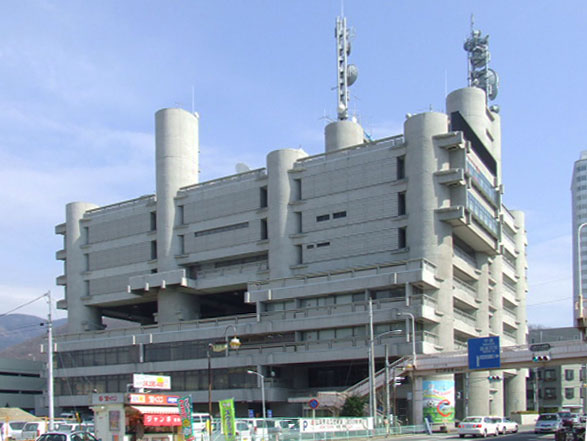
山梨放送社屋（山梨文化会館）稼働開始（10月21日）

- 10月21日 - 山梨放送（YBS）の本社・演奏所である山梨文化会館[注 16]が甲府市北口に完成し移転・稼働開始。[注 17]
- 12月 - TBSがNHK・RCCに続き、アンペックス社製のハイバンド2インチVTR、VR-2000を導入（翌年6月には同型もう1台を追加導入）[40][64]。

## 既成局のカラー放送開始
- 3月20日
  - NHKの総合及び教育テレビ(奄美地域等の一部の離島を除く未カラー化地域全部)[3][56]
  - 北海道放送テレビ[注 18]
  - 札幌テレビ放送[注 19][57]
  - ラジオ中国（後の中国放送）テレビ[58]
  - 広島テレビ放送
  - 日本海テレビ放送[59]
- 4月1日
  - 山陽放送テレビ[65]
- 4月3日
  - RKB毎日放送テレビ[66][67]
- 4月10日
  - 青森放送テレビ[68]
- 7月8日
  - 南日本放送テレビ[69]
- 7月20日
  - テレビ西日本[67][34]
- 9月18日
  - IBC岩手放送テレビ[70]
- 10月1日
  - 秋田放送テレビ[38][注 20]
  - 山形放送テレビ[38]
  - 福島テレビ[38][72][73]
  - 熊本放送テレビ[74]
  - 大分放送テレビ
- 12月10日
  - 宮崎放送テレビ[75]
- 12月15日
  - 名古屋テレビ放送[75][76]
- 12月21日
  - 長崎放送テレビ[75]

## 視聴率
（※関東地区、ビデオリサーチ調べ）
1. 第17回NHK紅白歌合戦（NHK総合、12月31日）74.0%
2. プロボクシング・世界バンタム級タイトルマッチ「ファイティング原田×エデル・ジョフレ」（フジテレビ、5月31日）63.7%
3. ザ・ビートルズ日本公演（日本テレビ、7月1日）56.5%
4. 連続テレビ小説 おはなはん（NHK総合、9月19日）56.4%
5. ニュース（NHK総合、12月31日 21:00-21:05）55.9%
6. プロボクシング・世界フライ級王座決定戦「ホラシオ・アカバロ×高山勝義」（フジテレビ、3月1日）50.7%
7. てなもんや三度笠（TBS、10月2日）49.4%
8. ゆく年くる年（NHK総合、12月31日）47.9%
9. スタジオ102（NHK総合、2月5日 7:30-8:00）47.4%
10. ニュース（NHK総合、2月5日 8:00-8:15）46.7%
11. ニュース（NHK総合、4月26日 7:00-7:15）46.2%
12. スター千一夜「王貞治・小八重恭子」（フジテレビ、12月2日）45.9%
13. 統一スト現場中継（NHK総合、4月26日 7:15-7:35）45.5%
14. ザ・ガードマン（TBS、9月23日）44.7%
15. カメラリポート（NHK総合、6月28日）44.4%
16. - 夜の十時劇場・スターかくし芸大会（フジテレビ、1月1日）44.3%
  - 連続テレビ小説 たまゆら（NHK総合、3月16日）44.3%
17. そっくりショー（日本テレビ、2月8日）43.9%
18. 氷点（NETテレビ、4月17日）42.7%
19. 三菱ダイヤモンドアワー・プロレスリング（日本テレビ、5月13日）41.9%

## テレビ番組

### テレビドラマ
NHK
- 大河ドラマ 源義経
- 連続テレビ小説 おはなはん（主演：樫山文枝）[15]
- 横堀川

日本テレビ
- バッチリ横丁（主演：玉川良一）
- おにぎり（主演：淡島千景）[77]
- 嫌い!好き!!（主演：岸田今日子、加賀まりこ、吉村実子）
- 特ダネ記者
- これが青春だ（主演：竜雷太）
- 青い山脈（出演：加賀まりこ、関口宏 他）
- クレイジーのアメリカ珍道中 ニセ者は奴だ!（主演：ハナ肇とクレージーキャッツ）[78]
- ラット・パトロール（カラー） - 米ABC放映作品[79]
- 奥さまは大スター（カラー） - 米NBC放映作品[80]

TBS
- 奥さまは魔女[81]
- 泣いてたまるか（主演：渥美清）

フジテレビ
- 金色夜叉
- 湖畔の宿
- 若者たち（出演：田中邦衛、山本圭 他）
- 銭形平次（主演：大川橋蔵）[82]
- のれん繁昌記（主演：三益愛子）
- おてんとさまどんと来い!（主演：加東大介）

NETテレビ
- 氷点（原作：三浦綾子）
- かわいい魔女ジニー（毎日放送製作） - 米NBC作品

### 映画番組
- 土曜洋画劇場（NETテレビ）
- 火曜映画劇場（フジテレビ）
- 日曜映画劇場→火曜映画劇場（NETテレビ）

### 子供向けドラマ
日本テレビ
- オーイわーいチチチ（カラー）（日本テレビ）（出演：松村達雄、小泉博、中村玉緒 他）[80]
- 武田信玄（読売テレビ制作。主演：倉丘伸太郎）

TBS
- チャコちゃん（主演：四方晴美）
- とってもシアワセ
- 新吾十番勝負
- てんてこ漫遊記（朝日放送制作。主演：茶川一郎）
- やじきた志ん幹線（主演：古今亭志ん朝、谷幹一）
- わんぱく砦（朝日放送制作。主演：佐藤正三郎）

フジテレビ
- 快傑黒頭巾 (1966年のテレビドラマ) （主演：加島潤）
- なんでも110番（主演：丹下キヨ子）
- わんぱくフリッパー（カラー）- 米作品[30][83]

NETテレビ
- センリばあさんのクレイジー大変記（主演：桜井センリ）

### 特撮番組
- ウルトラQ（TBS） - 『第1期ウルトラシリーズ』第1作。
  - 出演：佐原健二、桜井浩子、西条康彦、石坂浩二 他
- 丸出だめ夫（日本テレビ）
  - 出演：保積ぺぺ、十朱久雄、辻村真人 他
- 忍者ハットリくん（NETテレビ）
  - 出演：野村光徳、高宮克己、牟田悌三、左卜全、久里千春、谷村昌彦、熊倉一雄
- マグマ大使（カラー）（フジテレビ）
  - 出演：江木俊夫、二宮秀樹、岡田眞澄、八代亜矢子、清水元、大平透
- ウルトラマン（カラー）（TBS）
  - 出演：黒部進、小林昭二、二瓶正也、石井伊吉、桜井浩子、平田昭彦、古谷敏、浦野光
- 悪魔くん（NETテレビ）
  - 出演：金子光伸、吉田義夫、潮健児、天草四郎、渡辺義文 他
- 快獣ブースカ（日本テレビ）
  - 出演：宮本智弘、吉野謙二郎、藤江喜幸、江戸家猫八、高橋和枝、堀絢子 他
- サンダーバード（カラー）（NHK総合）- 英ITC制作[20][84]
- バットマン (テレビドラマ)（カラー）（フジテレビ）- 海外作品[84]
- 宇宙家族ロビンソン（TBS）- 海外作品
- 空想科学映画 ウルトラゾーン（日本テレビ） - 海外作品

### テレビアニメ
- おそ松くん（毎日放送・NETテレビ）
- レインボー戦隊ロビン（NETテレビ）
- 海賊王子（NETテレビ）
- ハリスの旋風（フジテレビ）
- 遊星仮面（フジテレビ）
- ものしり大学 明日のカレンダー（毎日放送）
- ロボタン（フジテレビ）
- ジャングル大帝 進めレオ!（カラー）（フジテレビ）改題
- がんばれ!マリンキッド（TBS）
- とびだせ!バッチリ（カラー）（日本テレビ）
- 魔法使いサリー（NETテレビ）
- 世界の王者キングコング大会（NETテレビ）- 12月31日

### バラエティ番組
- 気まぐれ百年（日本テレビ） - 4回で打ち切り。
- 紅白なんでも合戦（日本テレビ）
- ジンタカ・パンチ!（TBS）
- 今週の花嫁花婿（朝日放送、TBS）
- まんがシンチョー（フジテレビ）
- びっくりショー（フジテレビ）
- どんなもんだショー（毎日放送）

### 演芸番組
- 笑点（カラー）（日本テレビ）
- お笑いカラー寄席（カラー）（日本テレビ）[80]
- 大爆笑→お笑いサンデー寄席（カラー）（日本テレビ）[85][86]
- シャボン玉寄席（朝日放送）
- お茶の間寄席（フジテレビ）
- しろうと寄席（フジテレビ）

### クイズ番組
- クイズアワー（カラー）（NHK総合）- 今までの『私の秘密』と『ジェスチャー』を集約した番組[18]
- こんばんは親子です（日本テレビ）
- 渡辺ロケットショー 明星スター十番勝負（カラー）（日本テレビ）[80]
- まんが海賊クイズ（NETテレビ）

### 音楽番組
- アンディ・ウィリアムズ・ショー（カラー）（NHK総合）[87]
- 夢をあなたに（カラー）（NHK総合）[87]
- ふるさとの歌まつり（NHK総合）[19]
- スターハイライトショー（カラー）（日本テレビ）[88]
- サマー・フォーク・フェスティバル（日本テレビ）
- 吉永小百合ショー（カラー）（日本テレビ）[85]
- 日立ミュージックプレゼント 詩の灯（カラー）（日本テレビ）[89]
- プラチナアワー 明星ゴールデンショー→プラチナゴールデンショー（いずれもカラー）（日本テレビ）[85]
- あなた出番です!（カラー）（日本テレビ）[85]
- ビクター歌うバラエティ（5月6日放送開始。10月28日から隔週でカラー化[90]）（TBS）
- ヤマハヤングジャンボリー（5月28日放送開始。11月5日から隔週でカラー化[91]）（TBS）
- カラー・ミュージカル・バラエティー「トッポ・ジージョ・イン・ジャパン」（カラー）（TBS）- TBS初の本格的なスタジオカラー制作番組。[39][40]
- テイチク歌のビッグショー（フジテレビ）
- 渡辺 歌のゴールデンショー（フジテレビ）
- 花形歌手東西歌合戦（フジテレビ）
- フォークソング合戦（フジテレビ）
- スターヒットショー（フジテレビ）
- 加山雄三アワー（フジテレビ）
- 勝抜きのど自慢→100万円勝抜きのど自慢（フジテレビ）
- 全国対抗歌合戦（朝日放送、TBS）
- 題名のない音楽会（NETテレビ）放送局移籍、改題
- みんなでみんなで歌謡ショー（NETテレビ）
- どんぐり音楽会（中部日本放送）

### トーク番組
- ふたりで話そう 幹事長・書記長（NETテレビ）

### 報道・情報・ワイドショー番組
- こんにちは奥さん（NHK総合）[17]
- NNNワイドニュース（カラー）（日本テレビ）
- 2時ですこんにちは（日本テレビ・読売テレビ） - 日本初の14時台ワイドショー。
- インフォメーションジョッキー 起きてますか（フジテレビ） - フジテレビ初の平日7時台ワイドショー。
- 土曜ショー 午後をあなたに（NETテレビ）
- ウィークエンドモーニングショー（毎日放送）

### 芸能番組
- 芸能百選（カラー）（NHK総合）[92]

### 教養・ドキュメンタリー番組
- 四つの目（NHK総合）[93]
- くまのこバンブ（カラー）（NHK教育）[94]
- なにしてあそぼう（カラー）（NHK教育）[94]
- なかよしリズム（カラー）（NHK教育）[94][95]
- よくみよう（カラー）（NHK教育）[94]
- いってみたいな（カラー）（NHK教育）[94]
- わたしたちの学級活動（NHK教育）
- わんぱく問答（日本テレビ）
- 日立ドキュメンタリー すばらしい世界旅行（カラー）（日本テレビ）[85]
- 心のともしび（日本テレビ）
- 日本の女（カラー）（TBS）[38]
- おーい!チロリン村だよ（フジテレビ）
- ママとあそぼう!ピンポンパン（フジテレビ）
- ちびっこトリオクイズ（フジテレビ）

### 料理番組
- ママの日曜献立（カラー）（日本テレビ）[69]

### 特別番組
- RSKカラーショー（カラー）（山陽放送）- 4月1日（同局のカラー放送開始記念番組[注 21]）[65]
- 天皇誕生日特集『天皇の博物誌』（カラー）（NHK総合） - 4月29日[96]
- ザ・ビートルズ日本公演（カラー）（日本テレビ） - 7月1日
- ウルトラマン前夜祭 ウルトラマン誕生（TBS） - 7月10日
- 第8回日本レコード大賞（TBS） - 12月24日
- 第17回NHK紅白歌合戦（カラー）（NHK総合） - 12月31日

### 既存番組のカラー化
年内開始番組を除く
- 選抜高等学校野球大会（NHK総合） - この年（3月26日の開会式より）からカラー化[14]
- きょうの料理（NHK総合） - 東京（放送センター）制作分については4月4日から（大阪制作分については翌年1月から）[97]。
- 自然のアルバム（NHK総合）- 1966年度の放送（4月10日〜翌年4月2日）は、全51回の内12回がカラー放送[注 22][98]。
- NHK競馬中継（NHK総合） - 4月17日（この日は「皐月賞」の中継）より[14][21]
- 兼高かおる世界の旅（TBS） - 7月10日〜8月28日（「夏休みカラープレゼント」）、9月4日（第15次取材ハイライト）、10月2日（「インディ500マイルレース」）がカラーで放送される。
- 海外取材番組（NHK総合） - 4月21、28日の2回シリーズ「隣邦韓国」がカラー[22]。そして9月22日（「カナダ」第1回「無限の大地」）からは毎回カラー[36]。
- NHK(夜)7時のニュース（NHK総合） - 10月25日から（スタジオとカラーフィルムによる報道取材のみ）[42]
- NHK特派員だより（NHK総合） - 11月27日から随時[99][100]（翌年7月2日から毎回カラー放送[101]）
- NHK特派員報告（NHK総合） - 12月20日から（一部回を除く）[99][102]

#### カラーフィルムによる報道取材開始
- 10月25日:NHK放送センター（関東圏。カラーでの放送は当初夜7時のニュースのみ。）[42]
- 10月29日:日本テレビ（カラーでのニュース放送は当初『NNNワイドニュース』のみ）